# Schlosslinde (Alfdorf)
Die Schlosslinde ist ein Naturdenkmal in Alfdorf im baden-württembergischen Rems-Murr-Kreis. Das Naturdenkmal trägt die offizielle Bezeichnung Alte Linde beim Unteren Schloss, die aktuell gültige Schutzverordnung stammt aus dem Jahr 1979.
Die Sommerlinde steht in der Unteren Schlossstraße im Garten des sogenannten Unteren Schlosses und im Landschaftsschutzgebiet Haselbachtal II.
Das genaue Alter der Linde ist unbekannt. Die Linde wurde durch einen Blitzschlag im Jahr 1884 oder 1885 in mehrere Teile gespalten. Heute sind noch vier vitale Teilstämme vorhanden, deren Umfänge zwischen 230 und 450 cm betragen. Die Krone hat einen Durchmesser von rund 25 m. Im Zentrum der alten Schlosslinde wurde im Jahr 1908 eine junge Winterlinde gepflanzt, die bis heute selbst zu einer stattlichen Größe herangewachsen ist. Die Äste der Schlosslinde sind abgestützt. Der Baum wurde bereits im Schwäbischen Baumbuch von 1911 erwähnt.